# Monarque des Kaï
Symposiachrus leucurus
Espèce
Statut de conservation UICN

 NT  : Quasi menacé
Le Monarque des Kaï (Symposiachrus leucurus, synonyme : Monarcha leucurus) est une espèce d'oiseaux de la famille des Monarchidae.

## Répartition
Il est endémique en Indonésie

## Habitat
Il habite les forêts subtropicales ou tropicales humides, en plaine.
Il est menacé par la disparition de son habitat.